# Stazione di Kami-Shinjō
La Stazione di Kami-Shinjō (南方駅?, Kami-Shinjō-eki) è una stazione ferroviaria delle Ferrovie Hankyū situata a Ōsaka, e si trova nel quartiere di Higashiyodogawa-ku.

## Linee
- Ferrovie Hankyū
  - ■ Linea principale Hankyū Kyōto